# شیرین و فرهاد (فیلم ۱۳۷۴)
شیرین و فرهاد فیلمی به کارگردانی و نویسندگی رحیم رحیمی‌پور محصول سال ۱۳۷۴ است.

## بازیگران
- فخری خوروش
- جهانبخش سلطانی
- عنایت‌الله بخشی
- جهانگیر فروهر
- فریبرز سمندرپور
- هوشنگ توکلی
- ناصر فروغ
- محمد حسام
- حسین شهاب
- بهزاد رحیم‌خانی
- عباس مختاری
- پرویز شفیع‌زاده
- یوسف نوروزی
- حمید دلشکیب
- فاطمه طاهری
- توران قادری
- پرویز شاهین خو
- مریم اویسی
- حمیدرضا تاج‌دولتی
- صادق بهبودی
- محمود آسمانی
- علیرضا نائینی
- حمید فرهانیان‌مقدم
- شهرام پوراسد
- پرند زاهدی